# Симеон-пустынник
«Симеон-пустынник» (исп. Simón del desierto) — короткометражный фильм Луиса Бунюэля (1965), вольно обыгрывающий житие Симеона Столпника, который 39 лет прожил в пустыне на колонне. Высоко оценен кинокритиками, которые считают его одной из самых показательных работ режиссера.

## Сюжет
Симеон (Клаудио Брук) живёт в пустыне 6 лет 6 недель и 6 дней на 8-метровой колонне посреди пустыни. Он всё время молится и исцеляет приходящих к нему людей. Группа священников и крестьян приходят посмотреть на него и подарить ему новую колонну. Симеон спускается. К нему подводят его мать, которую он просто целует. Она остаётся жить около колонны. Его хотят возвести в священнический сан, но он отказывается. Он взбирается на новую колонну и исцеляет отца семейства, которому отрубили руки за воровство. Получив новые руки, тот первым делом шлёпает ребёнка. Вся делегация быстро уходит. Некоторое время спустя он встречает заносчивого священника и карлика-пастуха. Сатана (Сильвия Пиналь) посещает Симеона три раза. Первый раз в образе невинной девочки, сыплющей проклятия по-латински. Второй раз — в образе Иисуса Христа. Она всё время заставляет его сойти с колонны. Но он отказывается. Сатана даже вселяется в священника, который подбрасывает Симеону в сумку продукты, дабы высмеять его перед другими священниками. Симеон изгоняет из священника беса. Продукты съедает карлик-пастух.
В третий раз Сатана едет в гробу по пустыне, взбирается на колонну и зовёт Симеона на шабаш. Пройдя сквозь время, они попадают в ночной клуб в США 1960-х годов, где играют инструментальный рок и танцует молодёжь. Сатана говорит Симеону, что последний танец называется «Радиоактивная плоть». Симеон хочет уйти домой, но Сатана говорит, что он не может, потому что его место занято другим. Женщина-Сатана отправляется на танцпол со словами: «Тебе придётся дотерпеть до конца!» (исп. tendrás que aguantar hasta el fin).

## В ролях
- Клаудио Брук — Симеон
- Сильвия Пиналь — дьявол
- Энрике Альварес Феликс — брат Матиас
- Хортенсия Сантовенья — мать
- Франсиско Рейгера — дьявол в образе старой ведьмы
- Луис Асевес Кастаньеда — священник
- Антонио Браво — священник
- Энрике дель Кастильо — калека

## Производство
«Симеон» — последний фильм Бунюэля из «религиозной» трилогии с участием Сильвии Пиналь, которую спродюсировал её муж Густаво Алатристе. Режиссёр объяснял его короткий хронометраж отсутствием должного финансирования для продолжения съёмок. Однако Пиналь утверждает, что на волне киноальманахов середины 1960-х годов было решено сделать «Симеона» одним из трёх элементов полнометражного киноальманаха. Две других короткометражки должны были снять Феллини и Жюль Дассен. По разным причинам этот проект был снят с производства.

## Награды
- 1965 — Приз Большого жюри Венецианского кинофестиваля
- 1965 — Премия ФИПРЕССИ на Венецианском кинофестивале